# Temelj
Temelj je najniži konstruktivni element konstrukcije, koji opterećenje građevine prenosi na temeljno nosivo tlo. To opterećenje temelj ravnomjerno raspodjeljuje na dovoljno veliku nosivu površinu, čime se zbijanje tla zadržava unutar prihvatljivih vrijednosti, a time i sprječava pretjerano slijeganje, nagibanje ili oštećenje građevine. Izbor načina temeljenja kao i oblik temelja ovise o veličini i vrsti tereta (obliku nadtemeljne konstrukcije), nosivosti, sastavu i svojstvima tla, o stanju podzemne vode, položaju buduće građevine u odnosu na već postojeće i drugo. Prije temeljenja određuju se geomehanička svojstva tla, što se u malim dubinama provodi iskapanjem i sondiranjem, a u većim dubinama bušenjem i pokusnim opterećivanjem. Dopušteno opterećenje za nekoherentno (krupnozrno) tlo, ovisno o zbijenosti i težini sloja iznad ravnine temeljne stope, iznosi 100 do 800 kN/m², a za koherentno (sitnozrno) tlo, ovisno o konzistenciji, 20 do 400 kN/m². Najjednostavnije je temeljenje na suhom nosivom tlu, a izvodi se stupnjevitim ili kosim proširenjem temeljnoga zida kojemu je stopa ispod granice smrzavanja, oko 90 centimetara ispod površine tla. Na slabijem tlu ili kod objekta veće težine temeljiti se može neposredno na tlu povećavanjem njegove nosivosti nabijanjem, nasipavanjem, injektiranjem, te izvedbom složenijih oblika temelja.

## Vrste temelja
Danas se temelji ponajprije izvode od betona ili armiranoga betona, a mogu biti plitki ili duboki. 

### Plitki temelji
Plitki temelji, koji sežu do male dubine ispod površine tla, ostvaruju se kada tlo već na toj dubini ima dovoljnu nosivost. Među plitke temelje ubrajaju se: 
- temeljni samac, koji se gradi u obliku približno kvadratičnoga proširenja (stope) ispod svakoga pojedinoga konstruktivnog elementa (najčešće stupa);
- temeljni nosač, koji prenosi sile više stupova zajedno;
- temeljna traka, koja se gradi ispod uzdužnih ili poprječnih zidova zgrade, odnosno niza stupova;
- temeljna mreža uzdužno i poprječno postavljenih trakova (roštilj), koja se gradi kada zgrada prenosi na tlo veća opterećenja i kada treba i u temeljima biti konstruktivno povezana u oba smjera;
- temeljna ploča, koja se primjenjuje kada opterećenje građevine prelazi mogućnosti prenošenja sila na trake ili roštilje, pa se ono mora rasporediti po cijeloj površini ispod građevine.

### Duboki temelji
Duboki temelji preuzimaju i izravno prenose opterećenje građevine u veću dubinu, na kojoj se nalazi nosivi sloj tla; masivni duboki temelji (na primjer temeljni bunari, kesoni) ostvaruju se za građevine manje tlocrtne površine, a velike težine, kao na primjer uporišta mostova; raščlanjeni duboki temelji (na primjer piloti) mogu se primijeniti za temeljenje svih vrsta građevina koje ne bi trebalo dublje ukopavati u teren, a svojstva tla zadovoljavaju tek na većoj dubini.